# Lisinopril
Lisinopril tillhör läkemedelsgruppen ACE-hämmare och är ett läkemedel för behandling av högt blodtryck. Läkemedlet verkar genom att hämma enzymet ACE:s funktion, vilken har till uppgift att reglera kroppens blodtryck. Genom att förhindra att enzymet ACE orsakar en sammandragning av blodkärlen, tillåts en större mängd blod att cirkulera fritt i kroppen. Detta gör att kroppen inte känner sig tvungen att kompensera för den annars försämrade blodcirkulationen genom att producera ämnet angiotensin-2. Enzymet ACE bildar vid en försämrad blodcirkulation angiotensin-2, vilket får blodkärlen att dra ihop sig och blodtrycket att öka. Lisinopril förhindrar detta från att inträffa och åstadkommer istället en sänkning av blodtrycket.